# Podismopsis goidanichi
Podismopsis goidanichi är en insektsart som beskrevs av Baccetti 1958. Podismopsis goidanichi ingår i släktet Podismopsis och familjen gräshoppor. Inga underarter finns listade i Catalogue of Life.